# Phyllotocus ustulatus
Phyllotocus ustulatus är en skalbaggsart som beskrevs av Blanchard 1850. Phyllotocus ustulatus ingår i släktet Phyllotocus och familjen Melolonthidae. Inga underarter finns listade i Catalogue of Life.